# Бетонмаш
Бетонмаш — машинобудівний завод у Слов'янську, Донецькій області, Україні. Підприємство спеціалізується на виготовленні обладнання та запасних частин для металургійного і гірничо-збагачувального комплексу, а також ланцюгових дреноукладачів для вугільних комбайнів.

## Характеристика підприємства
ПАТ «Бетонмаш» зберегло профіль виробництва з випуску бетонозмішувального обладнання. Завод виготовляє різні типи бетонозмішувальних установок продуктивністю від 15 до 135 м3/год. Найбільш поширеними є бетонозмішувальні установки типу СБ-145 як зимового, так літнього виконання, продуктивністю 40-60 м3/год з тензометричною системою зважування; бетонозмішувачі як примусового (з об'ємом готового замісу від 350 до 1500 л), так і гравітаційного (з об'ємом готового замісу від 50 до 3000 л) перемішування, установки з виробництва сухих розчинних сумішей, фасувальні агрегати для розфасовки цементу, склади цементу, вагові дозатори та інше обладнання.

## Історія заводу
23 квітня 1941 у зв'язку з закінченням будівництва авторемонтного заводу, завод стали вважати підприємством на самостійному балансі в складі контори «Півдбудмеханізація» Народного комісаріату по будівництву.
У вересні 1943, після звільнення міста, почалося швидке відновлення цехів, а в 1945 році підприємство вступило в число підприємств, досягнувши довоєнного рівня випуску продукції. У листопаді 1946 року завод став називатися «Слов'янський механічний завод».
У 1947 Слов'янський механічний завод був перейменований на Завод будівельних машин, Міністерства будівельного і дорожнього машинобудування.
З 1948 було розпочато реконструкцію заводу: підведені під'їзні шляхи, будівництво механоскладального цеху. У 1952 році введено в дію цех металоконструкцій, в 1955 — сталеливарний цех.
Великий внесок колектив заводу вніс в післявоєнну відбудову економіки: понад 300 пересувних бетонозмішувальних установок працювали на будівництві Горьківської, Волзької, Кременчуцької, Іркутської, Новосибірської, Київської та інших гідростанцій.